# Liga Colombiana de Béisbol Profesional 1953-54
La temporada de la Liga Colombiana de Béisbol Profesional 1953-54 fue la 7° de la primera época de este campeonato disputada del 6 de noviembre de 1953 al 22 de febrero de 1954. Un total de 4 equipos participaron en la competición.

## Equipos participantes
| Equipo                  | Fundación | Departamento | Ciudad       | Estadio                   | Capacidad |
| Torices de Cartagena    | 1948      | Bolívar      | Cartagena    | Estadio Once de Noviembre | 12 000    |
| Indios de Cartagena     | 1948      | Bolívar      | Cartagena    | Estadio Once de Noviembre | 12 000    |
| Vanytor de Barranquilla | 1953      | Atlántico    | Barranquilla | Estadio Tomás Arrieta     | 8 000     |
| Willard de Barranquilla | 1953      | Atlántico    | Barranquilla | Estadio Tomás Arrieta     | 8 000     |

## Temporada regular
Cada equipo disputó 60 juegos en total.
| Pos | Equipo                  | JG | JP | JJ | AVG.  | Dif  |
| --- | ----------------------- | -- | -- | -- | ----- | ---- |
| 1.  | Torices de Cartagena    | 34 | 26 | 60 | 0.566 | ---  |
| 2.  | Indios de Cartagena     | 33 | 27 | 60 | 0.550 | 1,0  |
| 3.  | Willard de Barranquilla | 31 | 29 | 60 | 0.516 | 3,0  |
| 4.  | Vanytor de Barranquilla | 22 | 38 | 60 | 0.367 | 12,0 |

| Colombia                                    |
| Campeón Torices de Cartagena Segundo título |

## Los mejores
| Stat                     | Jugador                 | Total |
| ------------------------ | ----------------------- | ----- |
| Porcentaje de bateo (BA) | Victoriano Moreno (TOR) | .360  |
| Hits (H)                 | Victoriano Moreno (TOR) | 81    |
| Carrera impulsada (RBI)  | Joseph Van Durham (WIL) | 40    |
| Carrera anotada (R)      | Dagoberto López (TOR)   | 48    |
| Dobles (2B)              | Gerald Jacobs (WIL)     | 12    |
| Triples (3B)             | Gerald Jacobs (WIL)     | 4     |
| Home run (HR)            |                         |       |
| Robo de base (SB)        | Armando Crizon (IND)    | 24    |

| Stat                 | Jugador                | Total         |
| -------------------- | ---------------------- | ------------- |
| Juegos ganados (GAN) | Manuel Gómez (IND)     | 5W-1L (0.833) |
| Efectividad (ERA)    | Emerson Unzicker (VAN) | 0.97          |
| Ponches (SO)         | Emerson Unzicker (VAN) | 121           |